# Среднеевропейская равнина

На карте Европы

Среднеевропе́йская равни́на — равнина в Европе, занимающая север Польши и Германии, Данию и Нидерланды. Расширенное определение Среднеевропейской равнины включает также части Франции и Бельгии, прибалтийские страны (Литву, Латвию и Эстонию) и Белоруссию, север Чехии и юг Великобритании (Восточная Англия, Фенские болота и Линкольншир). Ограничена на севере побережьями Северного и Балтийского морей, на юге граница равнины проходит по горам и возвышенностям Центральной Европы. На востоке переходит в Восточно-Европейскую равнину.

## География
Протяжённость равнины с запада на восток, согласно Большой российской энциклопедии, составляет около 600 км, согласно «Современной иллюстрированной энциклопедии» под ред. А. П. Горкина — более 1300 км. Ширина — от 200 до 500 км. Преобладаюшие высоты от 50 до 100 м, местами более 300 м (в моренных грядах). Выделяются отдельные субрегионы — Балтийская низменность на востоке, Нижние земли на западе, Мазовецко-Подлясская низменность.
Основу Среднеевропейской равнины составляет одноимённая платформа, простирающаяся также под дном Северного моря. Фундамент платформы гетерогенный, в процессе бурения в районе Рингкёбинг-Фюнского поднятия (Дания) вскрыты гнейсы возрастом до 1 млрд лет. Основные породы поверх платформы — известняки и песчаники, перекрытые ледниковыми и морскими глинами, песками и суглинками. Рельеф равнины сформировался под воздействием древних материковых оледенений, талых ледниковых вод и морей. Восток равнины в основном образуют древние ледниковые холмы и гряды, в этой её части многочисленны озёра (в том числе в структуре Мекленбургского и Мазурского поозёрий). На западе равнина медленно опускается, значительные её части вдоль побережья Северного моря (польдеры) расположены ниже уровня моря, что заставляет строить дамбы во избежание наводнений. Это в особенности характерно для Нидерландов, значительная часть территории которых представляет собой осушенное посредством дамб морское дно. Отсутствие значительных перепадов высот ограничивает естественный сток. Равнину покрывает густая речная сеть, включающая бассейны Одры, Эльбы, Везера и Рейн. Помимо ледниковых озёр, следы оледенений включают зандровые поля. Вдоль побережья часты песчаные дюны, располагающиеся рядами. Вдоль их внешней стороны тянутся ватты — затапливаемые во время приливов илисто-песчаные отмели.
На территории равнины расположены месторождения полезных ископаемых, в том числе нефти и природного газа, бурого угля, торфа, каолина, поваренной и калийной солей и железных руд. Добываемые в регионе медь и сера экспортируются в другие страны.
Климат умеренный, на побережье морской, дальше вглубь суши — переходный от морского к континентальному. Зимы более суровые на востоке, где средняя нижняя температура января составляет −2 °C (на западе от 1 до 3 °C). Средняя температура июля на всей территории равнины равномерна и составляет от 16 до 20 °C. Годовая сумма осадков также снижается с запада (800 мм в год) на восток (450—500 мм). Снежный покров на западе неустойчив, на востоке сохраняется 1,5—2 месяца.

## Почвы и растительность
Почвы Среднеевропейской равнины принадлежат к наиболее плодородным в мире. Преобладающие почвы — серые лесные и подзолистые. Естественная растительность представлена широколиственными (как правило, дубово-буковыми) лесами на западе и смешанными на востоке. Однако в основном она сведена в результате человеческой деятельности и замещена сельскохозяйственными угодьями (зерновые, сахарная свёкла, пастбища), кустарниками и посадками хвойных пород. В Северной Германии хвойные породы в лесопосадках включают сосну и ель обыкновенную и пихту белую, широко распространена также берёза. На севере равнины часто встречаются вересковые пустоши и торфяники, в долинах рек располагаются луга.
Значительную часть территории равнины занимают охраняемые природные территории, в том числе заповедники. В их число входят птичий заповедник Ваттенмер, заповедник Люнебургская пустошь, национальный парк Мюриц в Германии, национальные парки Де-Хоге-Велюве и Велювезом в Нидерландах, Великопольский национальный парк, Беловежская пуща (Польша и Белоруссия).

## Присутствие человека
Человеческое присутствие на Среднеевропейской равнине прослеживается на 6,5 тысячелетий назад. После окончания последней ледниковой эпохи и восстановления лесного покрова к югу от Балтийского моря общины первобытных людей быстро приспособились к использованию лесных богатств. На основании особенностей кремнёвых орудий археологи выделяют в этот период несколько региональных мезолитических групп, площадь обитания каждой из которых имела радиус от 100 до 200 км. Такие популяции сложились, в частности, в районе Эртебёлле-Эллерек (Дания и Северная Германия), в долине Плони (Польша), на Затрупхольмских торфяниках (Шлезвиг-Гольштейн). В этот период началось также увеличение плотности населения. Общины охотников-собирателей постепенно переходили к оседлому образу жизни, в середине 4-го тысячелетия до н. э. начало развиваться зачаточное сельское хозяйство, вначале в форме скотоводства, а затем с обработкой земли. В неолите на Среднеевропейской равнине получила широкое распространение культура линейно-ленточной керамики, в аграрных общинах — культура воронковидных кубков. Обитатели Среднеевропейской равнины отметились строительством мегалитических захоронений, в Куявии (Польша) имевших форму длинных и низких земляных курганов, по основанию обложенных валунами, а на Северо-Германской низменности — форму дольменов (нем. Hünebedden).
В XXI веке Среднеевропейская равнина — наиболее густо заселённая часть Европы. На её территории находятся многочисленные крупные города, в том числе Познань (Польша), Берлин, Бремен, Гамбург, Ганновер (Германия), Амстердам и Роттердам (Нидерланды). В регионе расположено также множество мелких фермерских хозяйств. Развита транспортная сеть, в том числе речные перевозки по Рейну.